# آرثر س. مورغان
آرثر س. مورغان (بالإنجليزية: Arthur C. Morgan)‏ هو نحات أمريكي، ولد في 1904، وتوفي في 1994.